# Antequera CF
Antequera Club de Fútbol – hiszpański klub piłkarski, grający w Tercera División, mający siedzibę w mieście Antequera.

## Sezony
- 1 sezony w Segunda División B
- 16 sezonów w Tercera División

## Byli piłkarze
- Alexander Szymanowski
- Apoño
- Manu Sánchez
- Sergio Santamaría
- Adolfo Moyano Burgos